# 職業訓練指導員 (鍛造科)
職業訓練指導員 (鍛造科)（しょくぎょうくんれんしどういん たんぞうか）は、職業訓練指導員免許のうちの1つ。厚生労働省管轄。
なお、この職業訓練指導員免許は、試験を実施している都道府県が圧倒的に少ない。申請できる履修カリキュラム(シラバス)を持つ学校がすでに存在しないため、理容科、美容科に続いて事実上の取得が難しい職業訓練指導員免許となっている。

## 受験資格
職業訓練指導員免許の受験資格と試験免除を参照。鍛造技能士の保有者など。

## 試験科目

### 学科試験
1. 指導方法（職業訓練原理、教科指導法、訓練生の心理、生活指導及び職業訓練関係法規）
2. 関連学科
  1. 系基礎学科
    1. 材料（金属材料、熱処理）
    2. 測定法（測定機器、測定法）
    3. 炉（炉、炉材、熱管理）
    4. 安全衛生（安全管理、衛生管理）

  2. 専攻学科
    1. 製図（読図法）
    2. 鍛造法（鍛造法、鍛造機械、熱処理法）
    3. 材料試験法（破壊検査、非破壊検査、組織試験法）

### 実技試験
1. 鍛造